# Jelle ten Rouwelaar
Jelle ten Rouwelaar est un ancien footballeur néerlandais, né le 24 décembre 1980 à Joure aux Pays-Bas. Il évoluait comme gardien de but.
De 2016 à 2020, il se reconvertit et devient  entraîneur des gardiens du NAC Breda.
Depuis 2024, il est entraineur adjoint du club de Leicester City.

## Carrière
- 1998-2002 :  FC Emmen
- 2002-2006 :  PSV Eindhoven
  - 2003 :  FC Groningue (prêt)
  - 2003-2004 :  FC Twente (prêt)
  - 2004-2005 :  FC Zwolle (prêt)
  - 2005-2006 :  FC Eindhoven (prêt)
- 2006-2007 :  Austria Vienne
- 2007-2016 :  NAC Breda[2]

## Palmarès
PSV Eindhoven
- Eredivisie
  - Champion (1) : 2003